# Volker Derschmidt
Volker Derschmidt (* 22. Dezember 1934 in Linz) ist ein österreichischer Lehrer, Musiker und Volksmusikforscher.

## Leben
Volker Derschmidt wurde als Sohn des Volksmusikforschers Hermann Derschmidt geboren. Er absolvierte die Lehrerbildungsanstalt in Linz und wurde Volksschullehrer. Er war auch am Linzer Brucknerkonservatorium als Volksmusiklehrer tätig. Derschmidt ist Autor zahlreicher Publikationen zum Thema Volksmusik und musiziert auch selbst. Er ist Beirat des OÖ Volksliedwerks.
Derschmidt ist verheiratet und hat fünf Kinder. Er lebt derzeit in Gunskirchen.

## Ehrungen und Auszeichnungen
- Raimund-Zoder-Medaille
- Walter-Deutsch-Preis (2008)
- Titel Konsulent

## Werke
- Der Landler. Österreichisches Volksliedwerk, Wien 1985, ISBN 3-205-98856-6 (gemeinsam mit Walter Deutsch)
- Meine Mostschädel-Tanzheftln.
- Göttlichs Kind. Serie Volkslieder Nr. 4. OÖ Volksliedwerk, Linz.
- Feldforschungsbericht Strudengau mit Liedern, Musikstücken und Tänzen aus dem Mühlviertel. Serie Volkslieder Nr. 20. OÖ Volksliedwerk, Linz.